# Agustín Farías
Carlos Agustín Farías (* 25. Dezember 1987 in Buenos Aires) ist ein argentinischer Fußballspieler, der hauptsächlich als Mittelfeldspieler eingesetzt wird. 

## Karriere
Agustín Farías wurde in der Jugend von Azul Athletic ausgebildet. Seine guten Leistungen im Torneo Argentino C brachten ihm dank der Empfehlung von Matías Almeyda einen Wechsel nach Buenos Aires ein. 2008 schloss er sich Almagro an und spielte dort vier Jahre lang in der Primera Nacional B und der Primera B Metropolitana. Eine Verletzung beeinträchtigte ihn in der Saison 2009/10, doch in der darauffolgenden Spielzeit fand er zu alter Form zurück.
Zur Saison 2012/13 wechselte Farías zu Nueva Chicago, wo er in der Primera B Nacional debütierte und schnell zum Stammspieler wurde. In der darauffolgenden Saison blieb er auch nach dem Abstieg in der dritten Liga beim Verein und half entscheidend beim sofortigen Wiederaufstieg mit. Im Juli 2014 wurde Farías von Erstligist CA Banfield verpflichtet. Er kam jedoch nur zu einem einzigen Einsatz und blieb zumeist Ersatzspieler.
Anfang 2015 wechselte er nach Chile zum CD Palestino. Dort spielte er regelmäßig in der Liga sowie der Copa Libertadores und bestritt 19 Spiele in seiner ersten Saison. Mit dem Team qualifizierte er sich später für die Copa Sudamericana 2017. Unter Trainer Nicolás Córdova wurde er Kapitän und führte die Mannschaft in der Copa Sudamericana überraschend bis ins Viertelfinale, in dem sie gegen San Lorenzo ausschied. Nach einer schwachen Folgesaison, in der Palestino um den Klassenerhalt kämpfte, wurde Farías für ein Jahr von APOEL Nikosia ausgeliehen, mit denen er die zyprische Meisterschaft gewann. 2018 kehrte er zurück und gewann mit Palestino die Copa Chile. Im Januar 2024 wechselte Farías zu Universidad Católica.

## Erfolge
Nueva Chicago
- Meister der Primera B Metropolitana: 2013/14

APOEL Nikosia
- Zyprischer Meister: 2017/18

Palestino
- Chilenischer Pokalsieger: 2018

## Sonstiges
Durch seine Zeit in Chile erlangte er auch die Nationalität des Landes.